# Carl von Than
Carl von Than ou Károly Than (Bečej, 20 de dezembro de 1834 — 5 de julho de 1924) foi um químico húngaro que descobriu o sulfeto de carbonila em 1867.

## Vida
Károly Than nasceu em Óbecse, Reino da Hungria, Império Austríaco (hoje Bečej, Sérvia). Ele interrompeu sua educação e se juntou ao exército húngaro na guerra de independência de 1848 com a idade de 14 anos. Em seu retorno, ele encontrou sua mãe morta e seu pai falido. Depois disso, começou a trabalhar em várias farmácias para ganhar dinheiro ao completar seus estudos. Depois de frequentar uma escola em Szeged, Than começou a estudar medicina e mais tarde química na Universidade de Viena. Ele recebeu seu PhD por um trabalho com Josef Redtenbacher em 1858. Depois de trabalhar por algum tempo como assistente de Redtenbacher, ele foi estudar com Robert Bunsen na Universidade de Heidelberg e com Charles Adolphe Wurtz na Universidade de Paris. Em seu retorno em 1859, ele trabalhou como professor na Universidade de Viena.
A Universidade de Budapeste precisava de professores que falassem húngaro devido à mudança da língua de ensino do alemão para o húngaro em 1860. Theodor Wertheim, que era um dos professores, foi para a Universidade de Graz e Than recebeu o cargo de Wertheim, do qual ocupou até sua aposentadoria em 1908. Than casou-se em 1872 e teve cinco filhos. Ele publicou o primeiro jornal de química húngaro (Magyar Chémiai Folyóirat) e foi o presidente da Sociedade Húngara de Ciências Naturais de 1872 até sua morte. Ele foi feito barão em 1908 e morreu, repentinamente, no mesmo ano.